# Falkland (Carolina del Nord)
Falkland és una població dels Estats Units a l'estat de Carolina del Nord. Segons el cens del 2000 tenia 112 habitants.

## Demografia
Segons el cens del 2000, Falkland tenia 112 habitants, 39 habitatges i 26 famílies. La densitat de població era de 173 habitants per km².
Dels 39 habitatges en un 20,5% hi vivien nens de menys de 18 anys, en un 35,9% hi vivien parelles casades, en un 20,5% dones solteres, i en un 30,8% no eren unitats familiars. En el 25,6% dels habitatges hi vivien persones soles el 15,4% de les quals corresponia a persones de 65 anys o més que vivien soles. El nombre mitjà de persones vivint en cada habitatge era de 2,87 i el nombre mitjà de persones que vivien en cada família era de 3,37.
Per edats la població es repartia de la següent manera: un 22,3% tenia menys de 18 anys, un 8% entre 18 i 24, un 37,5% entre 25 i 44, un 17% de 45 a 60 i un 15,2% 65 anys o més.
L'edat mediana era de 35 anys. Per cada 100 dones de 18 o més anys hi havia 81,3 homes.
La renda mediana per habitatge era de 31.250 $ i la renda mediana per família de 43.750 $. Els homes tenien una renda mediana de 30.000 $ mentre que les dones 14.107 $. La renda per capita de la població era d'11.997 $. Entorn del 5% de les famílies i el 19,8% de la població estaven per davall del llindar de pobresa.

## Poblacions més properes
El següent diagrama mostra les poblacions més properes.